# Charaxes zoippus
Charaxes zoippus är en fjärilsart som beskrevs av Paul Mabille 1884. Charaxes zoippus ingår i släktet Charaxes och familjen praktfjärilar. Inga underarter finns listade i Catalogue of Life.